# Raphaël Fumet

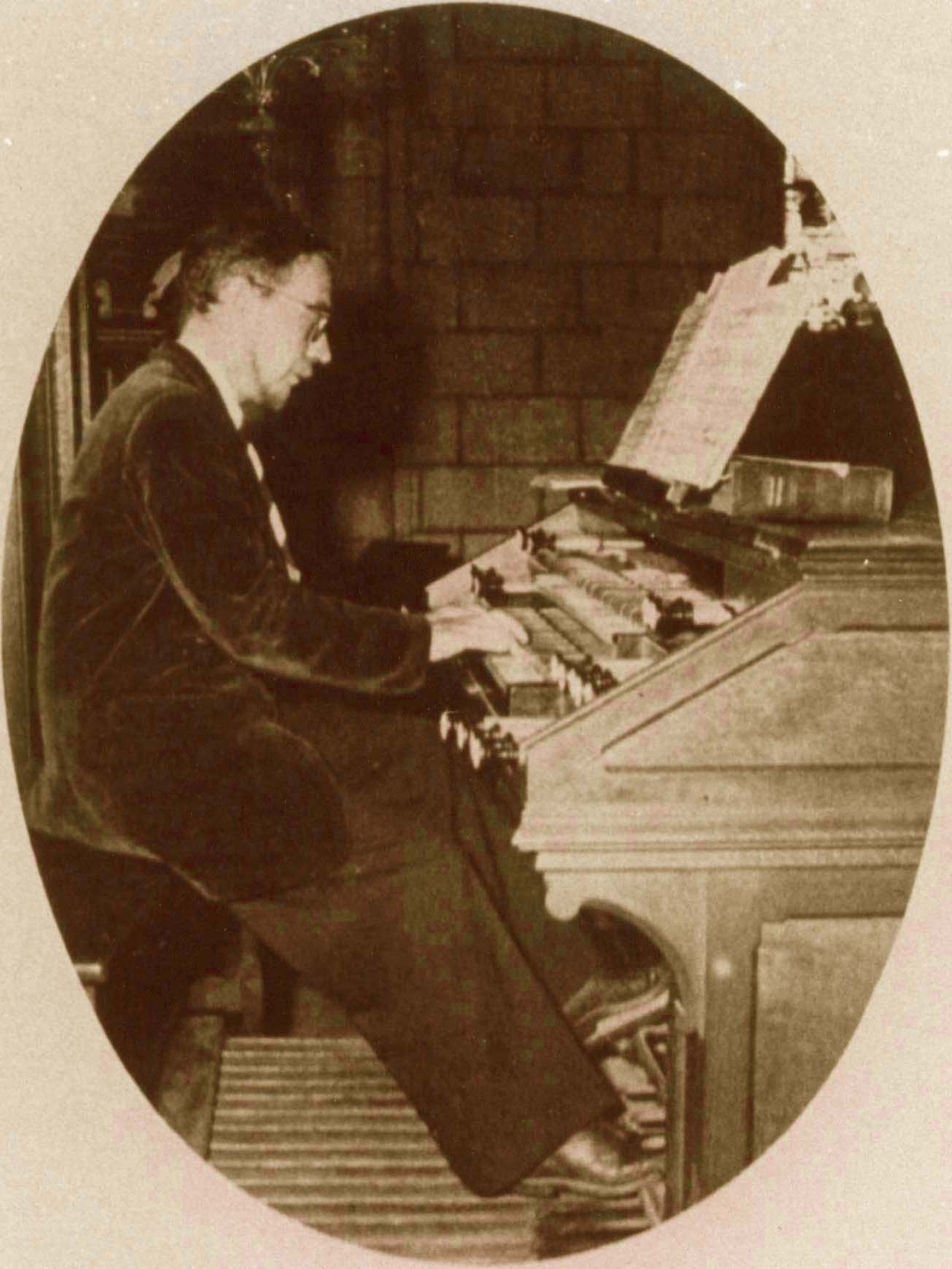
Raphaël Fumet

Raphaël Fumet (* 31. Mai 1898 in Juilly, Département Seine-et-Marne; † 1979 in Angers) war ein französischer Komponist und Organist.

## Leben
Der Vater Raphaël Fumets war der Komponist und Organist Dynam-Victor Fumet (1867–1949). Fumet studierte an der Pariser Schola Cantorum bei Vincent d’Indy. Daneben arbeitete er als Stummfilmbegleiter in Pariser Kinos. Später übersiedelte er nach Juilly im Departement Seine-et-Marne, wo er für zehn Jahre Direktor des dortigen Kollegs wurde. 1940 übersiedelte er mit seiner Familie nach Angers. Dort lehrte er Klavier und Harmonielehre am Konservatorium und wirkte als Organist an der Kirche St. Joseph.

## Werk
Fumets kompositorisches Schaffen umfasst sinfonische Werke (darunter die großangelegte Symphonie de l'âme), Orgel- und Klavierkompositionen sowie Kammermusik (darunter mehrere Werke für Flöte, die hauptsächlich für seinen Sohn, den Flötisten Gabriel Fumet, entstanden). Keiner zeitgenössischen Schule zuzuordnen, fand seine Musik zeitlebens kaum Beachtung. 10 Jahre nach seinem Tod spielte Jean-Paul Imbert eine CD mit Orgelwerken Raphaël Fumets und seines Vaters ein. Mittlerweile liegen auch einige weitere Kompositionen auf Tonträger vor.